# Muskö

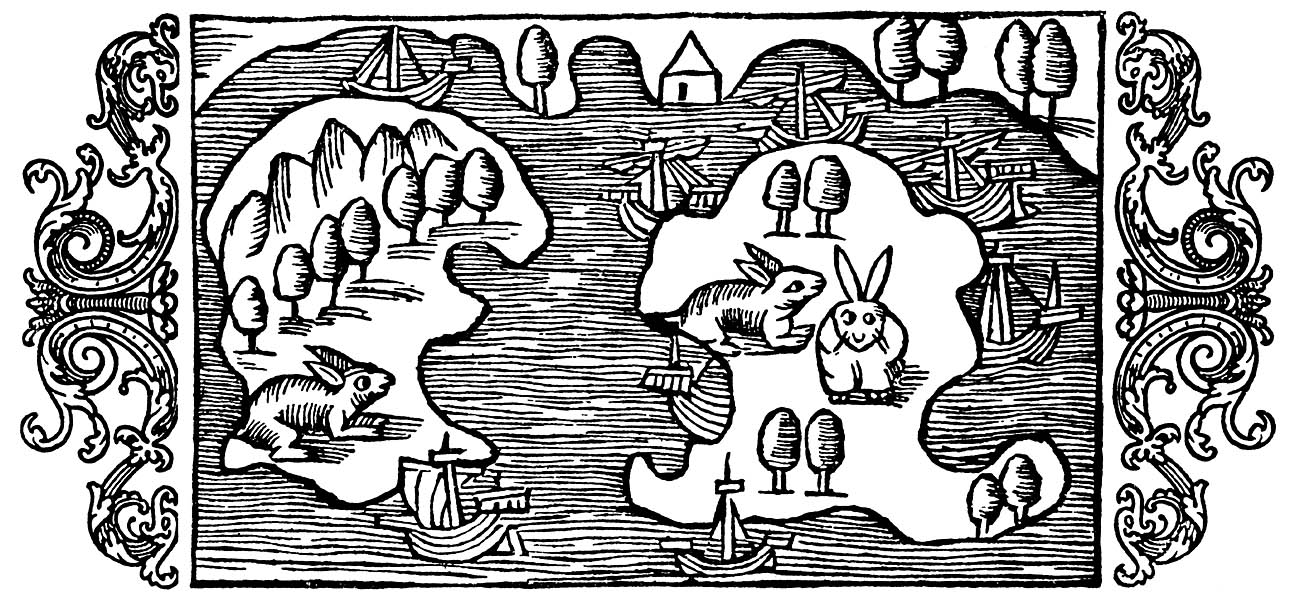
Naturalna przystań archipelagu (zbioru wysp) poza Sztokholmem. U góry Muskö.

Muskö – miejscowość (tätort) w Szwecji, w regionie administracyjnym (län) Sztokholm, w gminie Haninge.
Według danych Szwedzkiego Urzędu Statystycznego liczba ludności wyniosła: 271 (31 grudnia 2015), 279 (31 grudnia 2018) i 258 (31 grudnia 2019).